# Серія B
Се́рія «В» (також зі спонсорських причин знана як Серія В BKT) є професіональним футбольним турніром клубів другого, після Серії А, щабля системи футбольних ліг Італії, що існує з 1929 року. У ньому змагаються 20 команд. Перші дві команди проходять в Серію А, а команди, що посіли місця з 3-го по 8-е, проводять стикові матчі за право грати в Серії A.

## Зелена картка
4 жовтня 2016 року вперше зелена картка була показана в поєдинку Серії B між клубами «Віртус Ентелла» і «Віченца». Її отримав футболіст «Віченци» Крістіан Галано за дотримання принципів Fair Play. За це він був нагороджений зеленою карткою, яка не показується під час гри, але заноситься в протокол матчу. Суддя призначив кутовий удар в бік воріт «Віртус Ентелли», але Галано підказав арбітру, що гравець команди суперника не торкався м’яча, і відповідно, призначення стандарту є помилковим. 
З сезону 2016/2017 в Серії B проводиться експеримент: футболіста, який отримає найбільше зелених карток, нагородять спеціальним призом після закінчення чемпіонату.